# 蒙费拉托新村
蒙费拉托新村（義大利語：Villanova Monferrato），是意大利亚历山德里亚省的一个市镇。总面积16.59平方公里，人口1877人，人口密度113.1人/平方公里（2009年）。ISTAT代码为006185。